# Lobodaș
Lobodaș – wieś w Rumunii, w okręgu Kluż, w gminie Ploscoș. W 2011 roku liczyła 23 mieszkańców.